# 小凯萨拉
小乌尔森·德·索萨·保拉（葡萄牙語：Uilson de Souza Paula Júnior；1989年4月27日—），简称小凯萨拉（Júnior Caiçara），是一位巴西足球運動員。在場上的位置是後衛。他現在效力於土耳其足球超级联赛球隊伊斯坦堡巴沙克舒希。